# Vailets de Gelida
Els Vailets de Gelida són una colla castellera de Gelida, a l'Alt Penedès. La formació estigué activa des del 1985 fins al 2000, l'any 2011 es va refundar i és activa plenament des de la temporada 2013. Vesteixen camisa de color verd poma.

## Història

### Primera etapa (1985–2000)
La colla dels Vailets de Gelida neix a la tardor de 1985 i els primers assaigs es fan el novembre del mateix any. Aquests assaigs foren monitoritzats, en un principi, per algun dels membres dels Minyons de Terrassa, els quals anaven a Gelida a ensenyar-los a fer castells. Per la Festa Major de Gelida, el 23 d'agost del 1986, van fer els primers castells: un 4 de 6, un 2 de 5, un 3 de 6 carregat al segon intent i un pilar de 4. L'actuació es realitzà al costat de les colles dels Minyons de Terrassa, que apadrinà la nova colla, i els Castellers de Barcelona. A finals del 1986 es proposa a l'Ajuntament la cessió de l'antic escorxador com a local social per als Vailets, el qual els el cedeix. Així, durant l'hivern del 1986 al 1987 treballaren en la rehabilitació del local.
Els millors castells assolits per la colla durant la primera etapa foren el 5 de 7, el 4 de 7 amb l'agulla, el 3 de 7 i el 4 de 7. També van intentar el 2 de 7, tot i que mai l'assoliren. El 21 de juliol de 2000 la colla va acordar en assemblea la seva dissolució.

### Refundació (2011–actualitat)
El 20 d'agost del 2011 en la Festa Major de Gelida aficionats locals i antics components de la colla van alçar un 3 de 6 amb la col·laboració dels Xicots de Vilafranca, alguns membres dels quals eren vailets anteriorment. La iniciativa sorgí com a resposta a la decisió de l'Ajuntament de Gelida no de contractar colles castelleres per festa major durant els últims anys. La idea inicial va ser fer castells un cop l'any, per festa major, però l'èxit del retrobament va fer que decidissin fer una segona actuació a l'any, per Santa Llúcia, de manera que van seguir amb els assajos. Així, a partir de l'agost d'aquell any la formació va començar a reorganitzar-se, s'inscrigué en el registre d'entitat de l'ajuntament i de la Generalitat. Els membres de l'entitat van decidir mantenir el nom de la colla i el color de la seva camisa. El 18 d'agost del 2012 van descarregar un pilar de 4 i un pilar de 4 aixecat per sota en la festa major local i el 15 de juny de 2013, en la seva primera actuació convencional, que tingué lloc a Sant Pere de Ribes, van descarregar el 3 de 6 després d'haver-ne fet un intent desmuntat, i un pilar de 4. Per la Festa Major de Gelida de 2019 van intentar un altre cop el 3 de 7, que no van arribar a carregar.

## Organització
Els Vailets de Gelida s'organitzen en dos grups de treball diferenciats: la junta directiva i la comissió tècnica. Els diferents caps de colla i presidents que hi ha hagut, durant la primera etapa i la posterior refundació, han sigut els següents:

### Caps de colla
1. Andreu Pérez (1987)[4]
2. Ramon Coma
3. Miquel Mata
4. Jaume Rauet (2011 – 2013)[3]
5. Joan Navarro i Montse Herrero (2013)
6. Montse Herrero i Pau Vallhonrat (2013 - 2015)
7. Montse Herrero (2015 - 2016)
8. Juanjo Tavira (2017- 2018)
9. Joan Reñé (2019 -)

### Presidents
1. Vicente Lerena
2. Martí Coma Rovira (1987)[4]
3. Mònica Cornudella (2011 - 2012)[3]
4. Itziar García (2012 – 2017)
5. Nuria Herrero (2018- actualitat)

## Apadrinaments
Els Vailets de Gelida tenen tres colles padrines i una colla apadrinada.

### Padrins
- Castellers de Barcelona
- Minyons de Terrassa
- Xicots de Vilafranca i Castellers de Sant Feliu de Llobregat (des del 2013, després de la refundació)

### Colles apadrinades
- Castellers de Lleida